# Llum (cantante)
Llum (Mataró, 6 de julio de 2003), de nombre completo Llum Aymerich, es una cantante catalana exconcursante de la primera edición del programa de televisión Eufòria. A pesar de que fue expulsada en la cuarta gala, durante su estancia en el programa recibió un fuerte apoyo por parte del público, lo que la salvó en dos ocasiones.
Se ha formado en moda y música electrónica, y contaba con canciones propias antes de concursar en Eufòria. Actualmente estudia teatro musical. Cuando termine, pretende hacer un proyecto discográfico consistente «muy humano, muy reivindicativo, muy sensible y visceral.» Algunos de sus referentes musicales son Lady Gaga, Madonna, Arca, Charli XCX y David Bowie.
Es una persona no binaria que emplea los pronombres él y ella. Así, condujo un acto del Parlamento de Cataluña por el Día Internacional contra la LGTBIfobia de 2022, en el que realizó tanto un discurso inicial como un cierre musical.
Además, es una de las locutoras del podcast juvenil en catalán La Trinae, junto con sus amigas Cèlia y Mercè. Para cerrarlo, al haber salido de Eufòria, dedicaron un episodio especial en el que invitaron a Alvert Martos, exconcursante del programa como ella. Más adelante, ganaron la primera edición del Programa Embrión en la categoría de podcast.
En junio del 2022, junto a Chung-Man Kim y el jurado de Eufòria, colaboró en el videoclip de la canción Supermercat de Lildami.